# St. Gotthard (Thalmässing)

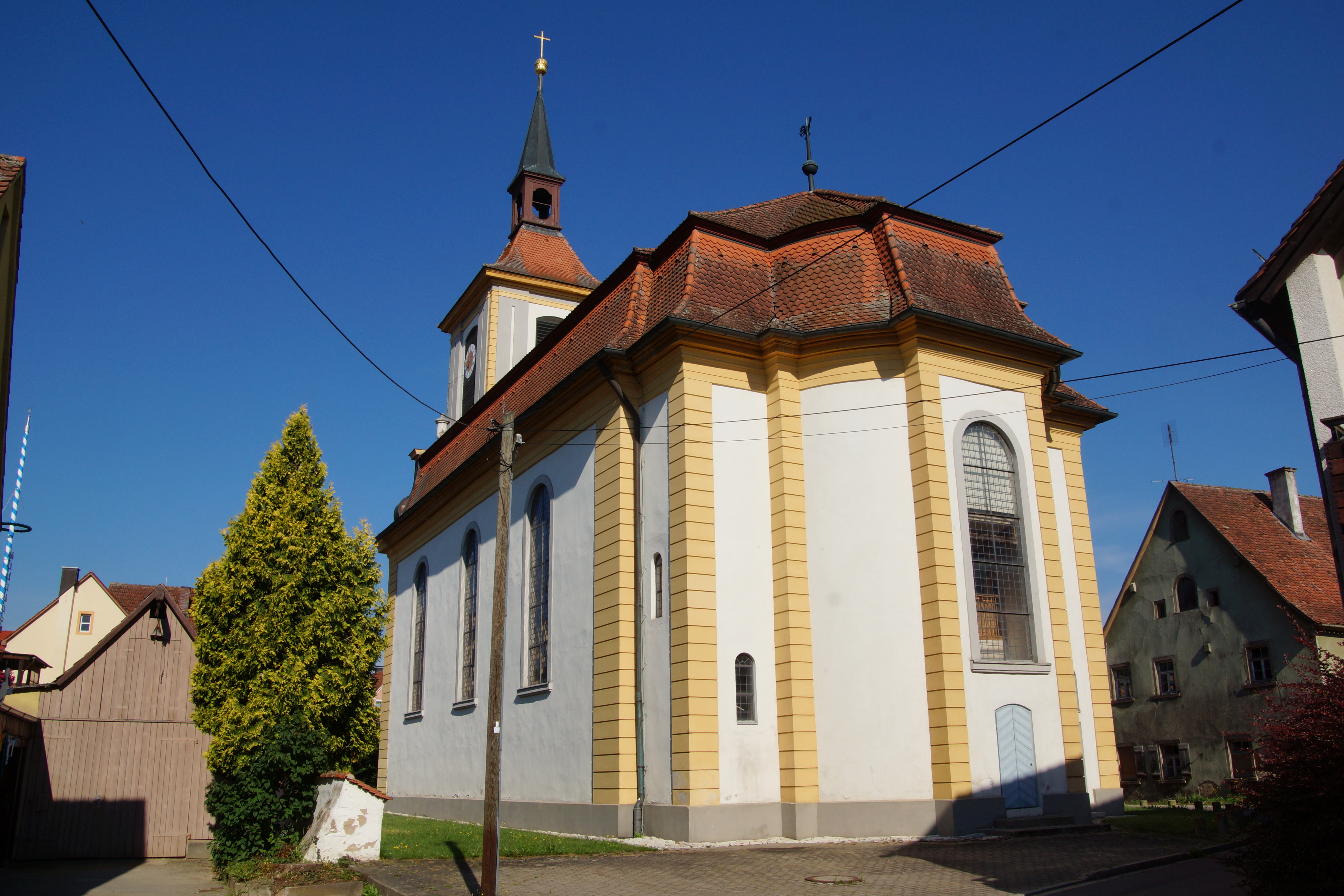
St. Gotthard (Thalmässing)

Die denkmalgeschützte, evangelisch-lutherische Pfarrkirche St. Gotthard steht in Thalmässing, einem Markt im Landkreis Roth (Mittelfranken, Bayern). Die Kirche ist unter der Denkmalnummer D-5-76-148-20 als Baudenkmal in der Bayerischen Denkmalliste eingetragen. Die Kirchengemeinde gehört zum Dekanat Weißenburg in Bayern im Kirchenkreis Nürnberg der Evangelisch-Lutherischen Kirche in Bayern.

## Beschreibung
Die Saalkirche wurde 1721 nach einem Entwurf von Carl Friedrich von Zocha im Markgrafenstil gebaut. Sie besteht aus einem Langhaus, das mit einem Mansardwalmdach bedeckt ist, einer eingezogenen, als Konche angelegten Apsis im Osten und einem Fassadenturm im Westen, der mit dem Stumpf eines Pyramidendaches bedeckt ist, auf dem eine Laterne sitzt. Der Innenraum des Langhauses ist mit einem Tonnengewölbe überspannt, der der Apsis mit einer Kuppel, unter der die Orgel auf einer Empore steht. Zur Kirchenausstattung gehören ein Altar aus dem frühen 19. Jahrhundert und die um 1721 gebaute Kanzel.